# شهرستان کلمبیا (پنسیلوانیا)
شهرستان کلمبیا، پنسیلوانیا (به انگلیسی: Columbia County, Pennsylvania) شهرستانی در ایالات متحده آمریکا است که در پنسیلوانیا واقع شده‌است.

## خصوصیات
شهرستان کلمبیا ۱٬۲۶۹٫۱ کیلومترمربع مساحت دارد.